# هيروشي أوتا
هيروشي أوتا (باليابانية: 太田 博، ولد في 1936) هو دبلوماسي ياباني. درس في جامعة طوكيو والتحق بوزارة الخارجية اليابانية عام 1960. عمل سفيرًا للسعودية في الأعوام 1992-1994 وسفيرًا لدى تايلاند في الأعوام 1996-1999.